# خاویر چاکون
خاویر چاکون (اسپانیایی: Javier Chacón‎؛ زادهٔ ۲۹ ژوئیهٔ ۱۹۸۵) دوچرخه‌سوار اهل اسپانیا است.